# Нью-Таун (Північна Дакота)
Нью-Таун (англ. New Town) — місто (англ. city) в США, в окрузі Маунтрейл штату Північна Дакота. Населення — 2764 особи (2020).

## Географія
Нью-Таун розташований за координатами 47°59′5″ пн. ш. 102°28′56″ зх. д. / 47.98472° пн. ш. 102.48222° зх. д. (47.984711, -102.482171).  За даними Бюро перепису населення США в 2010 році місто мало площу 3,32 км², уся площа — суходіл. В 2017 році площа становила 3,08 км², уся площа — суходіл.

## Демографія
Згідно з переписом 2010 року, у місті мешкало 1925 осіб у 647 домогосподарствах у складі 437 родин. Густота населення становила 580 осіб/км².  Було 701 помешкання (211/км²).
Расовий склад населення:
| - 76,4 % — корінних американців - 17,8 % — білих - 0,2 % — чорних або афроамериканців - 0,1 % — вихідців з тихоокеанських островів - 0,1 % — азіатів - 1,2 % — осіб інших рас |

До двох чи більше рас належало 4,3 %. Частка іспаномовних становила 4,3 % від усіх жителів.
За віковим діапазоном населення розподілялося таким чином: 30,8 % — особи молодші 18 років, 60,3 % — особи у віці 18—64 років, 8,9 % — особи у віці 65 років та старші. Медіана віку мешканця становила 30,2 року. На 100 осіб жіночої статі у місті припадало 94,1 чоловіків;  на 100 жінок у віці від 18 років та старших — 91,1 чоловіків також старших 18 років.
Середній дохід на одне домашнє господарство  становив 73 260 доларів США (медіана — 54 038), а середній дохід на одну сім'ю — 82 738 доларів (медіана — 62 500). Медіана доходів становила 46 554 долари для чоловіків та 30 938 доларів для жінок. За межею бідності перебувало 19,9 % осіб, у тому числі 27,2 % дітей у віці до 18 років та 29,3 % осіб у віці 65 років та старших.
Цивільне працевлаштоване населення становило 989 осіб. Основні галузі зайнятості: публічна адміністрація — 26,5 %, освіта, охорона здоров'я та соціальна допомога — 19,8 %, мистецтво, розваги та відпочинок — 18,9 %.